# Trizs, Borsod-Abaúj-Zemplén
Trizs este un sat în districtul Putnok, județul Borsod-Abaúj-Zemplén, Ungaria, având o populație de 230 de locuitori (2011). 

## Demografie
Componența etnică a satului Trizs
     Maghiari (96,15%)
     Romi (2,4%)
     Necunoscut (1,44%)
     Alții (1,44%)
Componența confesională a satului Trizs
     Reformați (64,35%)
     Romano-catolici (12,61%)
     Necunoscută (23,04%)
Conform recensământului din 2011, satul Trizs avea 230 de locuitori. Din punct de vedere etnic, majoritatea locuitorilor (96,15%) erau maghiari, cu o minoritate de romi (2,4%). Apartenența etnică nu este cunoscută în cazul a 1,44% din locuitori.  Din punct de vedere confesional, majoritatea locuitorilor (64,35%) erau reformați, cu o minoritate de romano-catolici (12,61%). Pentru 23,04% din locuitori nu este cunoscută apartenența confesională.